# Скьяттарелла, Доменико
Доме́нико Скьяттаре́лла (итал. Domenico Schiattarella, 17 ноября 1967, Милан) — итальянский автогонщик, участник чемпионатов мира по автогонкам в классе Формула-1.

## Биография
В 1987 году выиграл чемпионат итальянской Формулы-Форд. С 1988 по 1991 год выступал в итальянской Формуле-3, в 1991 году был вице-чемпионом серии. В 1994 году провёл две гонки в Формуле-1 за команду «Симтек», также принял участие в нескольких гонках чемпионата CART. В начале 1995 года продолжил выступления в Формуле-1 в команде «Симтек», но после Гран-при Монако команда обанкротилась и прекратила выступления в чемпионате. В том же году Скьяттарелла вновь стартовал в двух гонках чемпионата CART. В дальнейшем участвовал в чемпионатах Гранд-Ам, ALMS и FIA GT, в 1999 году выиграл гонку чемпионата ALMS на трассе «Роуд Атланта» за рулём автомобиля «Райли-Скотт MkIII».

## Результаты выступлений в Формуле-1
| Легенда к таблице |                                                                    |
| --- | ------------------------------------------------------------------ |
| В таблице перечислены результаты всех Гран-при Формулы-1, в которых принимал участие гонщик. Строками таблицы являются сезоны, столбцами — этапы чемпионата мира. В каждой клетке указаны сокращённое название этапа и результат, дополнительно обозначенный цветом. Расшифровка обозначений и цветов представлена в нижеследующей таблице. |                                                                    |
| \| Пример \| Описание \| \| ------------ \| ------------------------------------------------------------------ \| \| 1 \| Победитель \| \| 2 \| Второе место \| \| 3 \| Третье место \| \| 5 \| Финишировал, заработав очки \| \| Сход \| Не финишировал, но при этом заработал очки \| \| 12 \| Финишировал, не получив очков \| \| НКЛ \| Финишировал, но не попал в финальную классификацию \| \| 15 \| Участвовал вне зачёта, либо по отдельной классификации \| \| 18 \| Не финишировал, но попал в финальную классификацию \| \| Сход \| Не финишировал \| \| НКВ \| Не прошёл квалификацию \| \| НПКВ \| Не прошёл предквалификацию \| \| ДСК \| Дисквалифицирован \| \| ИСК \| Исключён из протокола соревнований \| \| ТТ \| Заявлен для участия только в тренировках \| \| НС \| Участвовал в квалификации, но не стартовал в гонке \| \| Т \| Травмирован или болен \| \| ОТК \| Отказ от участия \| \| НТР \| Прибыл на соревнования, но на трассу не выезжал \| \| НПР \| Был заявлен в числе участников, но не прибыл к началу соревнований \| \| О \| Соревнования отменены \| \| \| Не участвовал \| \| Поул-позиция \| \| \| Быстрый круг \| \| |                                                                    |
| Пример | Описание                                                           |
| 1 | Победитель                                                         |
| 2 | Второе место                                                       |
| 3 | Третье место                                                       |
| 5 | Финишировал, заработав очки                                        |
| Сход | Не финишировал, но при этом заработал очки                         |
| 12 | Финишировал, не получив очков                                      |
| НКЛ | Финишировал, но не попал в финальную классификацию                 |
| 15 | Участвовал вне зачёта, либо по отдельной классификации             |
| 18 | Не финишировал, но попал в финальную классификацию                 |
| Сход | Не финишировал                                                     |
| НКВ | Не прошёл квалификацию                                             |
| НПКВ | Не прошёл предквалификацию                                         |
| ДСК | Дисквалифицирован                                                  |
| ИСК | Исключён из протокола соревнований                                 |
| ТТ | Заявлен для участия только в тренировках                           |
| НС | Участвовал в квалификации, но не стартовал в гонке                 |
| Т | Травмирован или болен                                              |
| ОТК | Отказ от участия                                                   |
| НТР | Прибыл на соревнования, но на трассу не выезжал                    |
| НПР | Был заявлен в числе участников, но не прибыл к началу соревнований |
| О | Соревнования отменены                                              |
| | Не участвовал                                                      |
| Поул-позиция |                                                                    |
| Быстрый круг |                                                                    |

| Год  | Команда | Шасси       | Двигатель | 1        | 2     | 3        | 4      | 5   | 6   | 7   | 8   | 9   | 10  | 11  | 12  | 13  | 14     | 15  | 16       | 17  | Место | Очки |
| ---- | ------- | ----------- | --------- | -------- | ----- | -------- | ------ | --- | --- | --- | --- | --- | --- | --- | --- | --- | ------ | --- | -------- | --- | ----- | ---- |
| 1994 | Simtek  | Simtek S941 | Ford      | БРА      | ТИХ   | САН      | МОН    | ИСП | КАН | ФРА | ВЕЛ | ГЕР | ВЕН | БЕЛ | ИТА | ПОР | ЕВР 19 | ЯПО | АВС Сход |     | -     | 0    |
| 1995 | Simtek  | Simtek S951 | Ford      | БРА Сход | АРГ 9 | САН Сход | ИСП 15 | МОН | КАН | ФРА | ВЕЛ | ГЕР | ВЕН | БЕЛ | ИТА | ПОР | ЕВР    | ТИХ | ЯПО      | АВС | -     | 0    |